# Museu de Numismática do Amazonas
O Museu de Numismática do Amazonas é um museu localizado em Manaus, no Amazonas.